# Ruby (album)
Pour les articles homonymes, voir Ruby (homonymie).
Albums de Sirsy
At This Time (Live)
(2002) Some Kind Of Winter
(2004)
Ruby est le troisième album de studio du duo new-yorkais Sirsy.

## Liste des titres[1]
1. By July
2. Hostage
3. Fine
4. Pet
5. Lie To Me
6. Soul Sucker
7. Spark
8. Me And My Ego
9. Again
10. Blacker Than Blue